# Bataille de Bristoe Station
Guerre de Sécession
Batailles
Campagne de Bristoe
- 1er Auburn
- 2e Auburn
- Bristoe Station
- Buckland Mills
- Rappahannock Station

La bataille de Bristoe Station est une bataille de la guerre de Sécession, livrée le 14 octobre 1863, en Virginie. Elle met aux prises des forces nordistes commandées par le major général G.K. Warren et des forces sudistes commandées par le lieutenant général A.P. Hill.

## Le contexte

### Le contexte militaire
Après Gettysburg, en juillet, l'armée sudiste commandée par Robert Lee avait repassé le Potomac et regagné la Virginie. Amputée du Corps d'armée de Longstreet, envoyé renforcer l'armée du Tennessee, elle semblait plus vulnérable à une attaque nordiste.
Meade attaque en cherchant à contourner l'aile gauche sudiste. Son offensive s'arrête rapidement car 2 de ses Corps d'armée lui sont retirés pour renforcer les forces nordistes du Tennessee qui viennent d'essuyer l'échec de Bataille de Chickamauga.
C'est alors Lee qui pense profiter de l'affaiblissement de son adversaire. Il cherche à tourner son flanc droit. C'est en cherchant à contrer la manœuvre sudiste, en reculant vers le nord-est, que les mouvements des deux armées vont faire se rencontrer l'avant-garde sudiste et l'arrière-garde nordiste à la gare de Bristoe Station.

## Les forces en présence

### Forces nordistes
Il s'agit du II corps de l'armée du Potomac, commandée par George G. Meade

### Forces sudistes
Il s'agit du 3e corps de l'armée Virginie du nord.

## Déroulement du combat

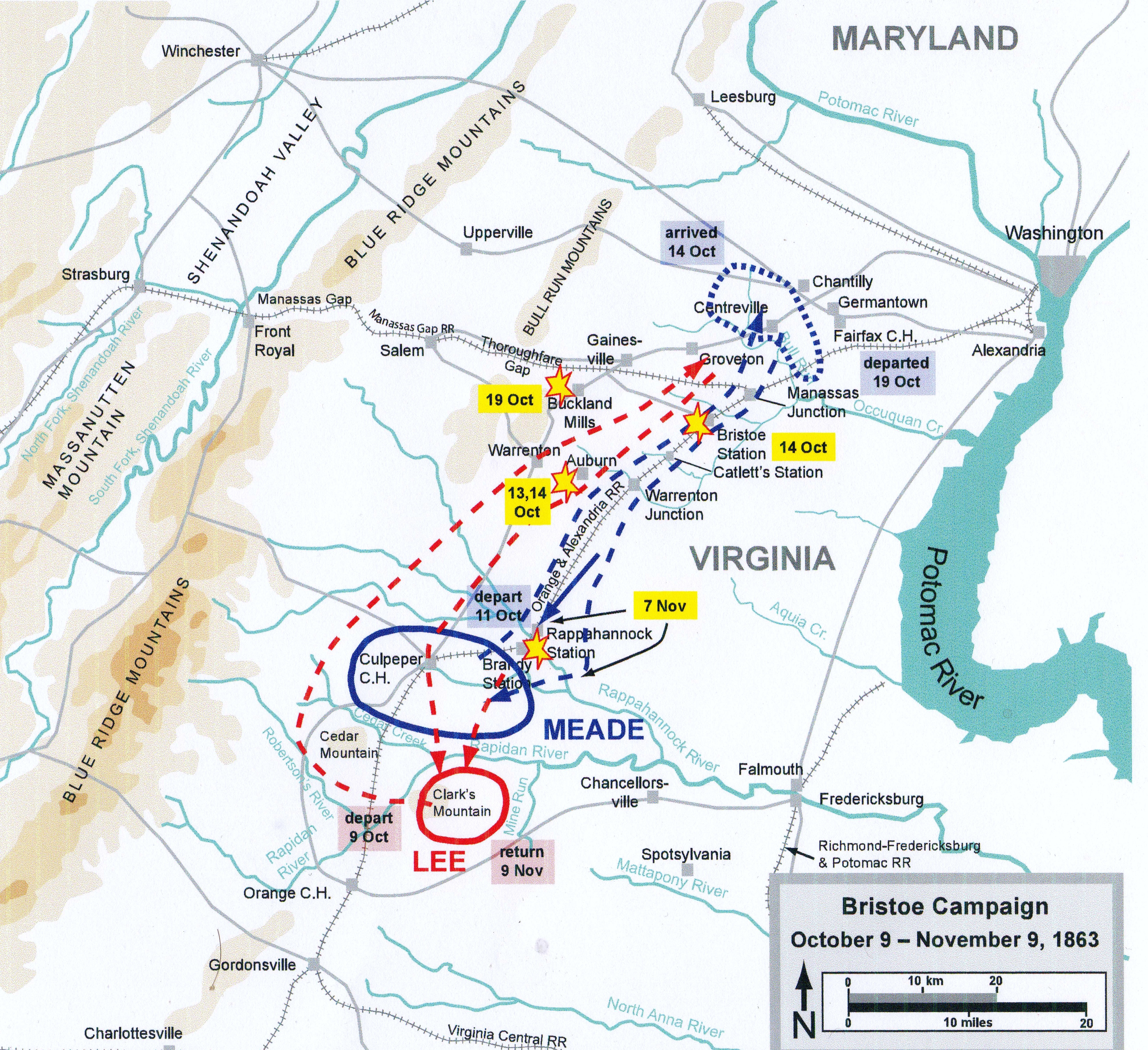
Carte des opérations de la campagne de Bristoe
sudistes
nordistes

## Conséquences
Les forces nordistes sont restées maîtres du terrain, mais elles devront tout de même reculer jusqu'à Centreville, où elles établiront des positions défensives.
Les sudistes profiteront de ce retrait pour détruire la ligne de chemin de fer « Orange & Alexandria Railroad », ce qui obligera les fédéraux à la reconstruire quand il réoccuperont les lieux.

## Sources
- (en) Cet article est partiellement ou en totalité issu de l’article de Wikipédia en anglais intitulé « Battle of Bristoe Station » (voir la liste des auteurs).
- (en) James McPherson, The atlas of the civil war, Courage Books, 2005,  (ISBN 978-0-7624-2356-9), pages 138-139.
- (en) Edwin C Fishel, The secret war for the Union, Mariner Books, 1996,  (ISBN 0-395-90136-7), pages 542-543.
- (en) Mark M Boatner III, The Civil War Dictionary, Vintage Books, 1959, réédition 1987,  (ISBN 0-679-73392-2), pages 87–88.
- (en) David G Eicher, The longest night, a military history of the Civil War, Simon & Schuster, 2001,  (ISBN 0-684-84944-5), pages 596-598.
- (en) Shelby Foote, The Civil War, a narrative, tome 2, Vintage Books, 1963,  (ISBN 0-394-74621-X), pages 792-794.